# Drepananthus pruniferus
Drepananthus pruniferus är en kirimojaväxtart som beskrevs av Alexander Carroll Maingay, Joseph Dalton Hooker och Thomas Thomson. Drepananthus pruniferus ingår i släktet Drepananthus och familjen kirimojaväxter. Inga underarter finns listade i Catalogue of Life.